# Mega desastres
Mega desastres es una serie original de History Channel que explora los efectos que tendrían los mayores desastres de la historia en las ciudades modernas, desde una catástrofe local como un huracán categoría 3 que devasta Nueva York asta una catastre mundial como una erupción supervolcanica.

## Primera temporada
- 1. Tsunami en la costa del Pacífico: ¿Qué pasaría si un gigantesco tsunami golpeara la costa oeste de los Estados Unidos? Los expertos indican que sería comparable al devastador tsunami del sudeste asiático de 2004. La zona costera que va desde California hasta el sur de la Columbia Británica comparte territorio con una gran falla de extrema volatilidad: la zona de choque de placas de Cascadia. Se afirma que, tras 300 años de concentrar presión, podría reaccionar en cualquier momento. Conoce lo que los expertos están haciendo para prever y minimizar el desastre.

- 2. Zona de tornados: ¿Qué ocurriría cuándo el mayor tornado del que se tenga registro golpease Dallas, Texas? Con vientos de más de 318 millas por hora, este monstruo traza un camino de destrucción de más de una milla de grueso. Ya había ocurrido una vez, en la ciudad de Oklahoma.

- 3. Huracán en La Gran Manzana: El escenario es impensable: un huracán de clase 3 alcanza la ciudad de Nueva York, uno de los centros con mayor población e importancia económica en el mundo. Las posibilidades de destrucción masiva no tienen precedentes. Para encontrar proyecciones adecuadas nos remontamos al gran huracán de 1938 y así demostraremos que no se trata de una pesadilla de ficción, sino de un hecho posible.

- 4. Monte Rainier: Volcán en alerta roja: En 1980, la erupción del volcán del Monte Santa Helena sacudió el noroeste de Estados Unidos cuando aniquiló todo a su paso en un radio de 40 kilómetros. Ahora, el Monte Rainier, a solo 96 kilómetros de la ciudad de Seattle, amenaza con un daño mayor. Cuando esta bestia dormida reaccione, miles de personas estarán a su merced.

- 5. El asteroide apocalíptico: Muchos científicos han establecido que fue un fulminante asteroide el que acabó con los dinosaurios y el 70% de las cosas vivas hace 160 millones de años. No puedes perderte el episodio que te revelará las predicciones de este evento. ¿Puede retornar la historia? ¿Qué pasaría hoy si este fenómeno se repitiese? Te invitamos a vivirlo…pero de lejos.

- 6. Falla sísmica del Mississipi: El sur de Estados Unidos pareciera estar bajo la amenaza de uno de los terremotos más catastróficos. Ya en 1811 y 1812 experimentó los grandes terremotos de Nueva Madrid, tan devastadores ¡que hasta hicieron que el Río Misisipi corriese en sentido contrario! Los expertos especulan un nuevo desastre y la falla de Nueva Madrid permanece activa, en silencio, hasta que algún día decida estallar.

- 7. Erupción en Yellowstone: El mega volcán de Yellowstone hizo erupción hace 640 mil años y destruyó todo a su paso, ocasionando incluso la muerte de animales que se encontraban en Nebraska. ¿Sabías que si un día despertase sepultaría con ceniza volcánica la mitad de los Estados Unidos?.

- 8. Tornado en Chicago: Aunque Chicago es una gran metrópolis moderna, en este programa sabrás que no está a salvo de las grandes catástrofes de la naturaleza. Ya en 1967 fue víctima de un mortal tornado. Hoy la misma amenaza pone en gran riesgo a sus habitantes y sus flamantes rascacielos.

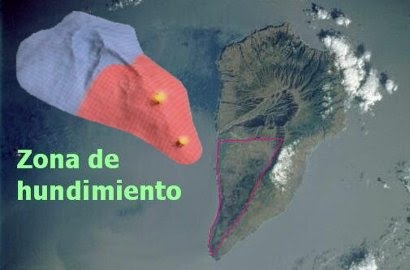
Zona aprox. de la Erupción (Zona Roja) y Zona del Hundimiento (Línea Roja)

- 9. Tsunami en la costa atlántica: En este episodio recordaremos los mayores tsunamis registrados y lo que podría ocurrir, desde el tsunami de 1888 en Papúa Nueva Guinea, hasta la posibilidad de uno impulsado por una erupción volcánica en las Islas Canarias concreta mente en la isla de La Palma debido a que la erupción provocase un corrimiento de tierra. Ciudades de la Costa Este de Estados Unidos tendrían apenas nueve horas para evacuar antes de la llegada de olas de hasta 900 metros de alto.

- 10. Tormenta de fuego

En 1917 una explosión mató a 2000 personas en Halifax, Canadá. Qué pasaría si se repitiera esta vez en Boston: un escenario devastador.
- 11. Congelación global

Los cambios repentinos del clima que hemos presenciado en los últimos años podrían ser la advertencia de un trágico desastre global. Los huracanes, terremotos y olas de calor se hacen cada vez más fuertes y algunos científicos están convencidos de que estas señales podrían llevar al planeta a una nueva era glaciar. Ha pasado ya antes pero, ¿podría repetirse? Permanencia de la especie humana y congelación global en este episodio de Mega Desastres.
- 12. Catástrofe en California

Los especialistas consideran que una inundación devastadora podría golpear la ciudad californiana de Sacramento. Como resultado, fallas podrían ocurrir en las compuertas que protegen la zona de dos ríos y todo podría transformarse en un mar interior. Las proyecciones indican que incluso el agua potable podría contaminarse con agua salada de la Bahía de San Francisco y originar una verdadera catástrofe.
- 13. El terremoto en San Francisco

Este episodio trata sobre como un Mega terremoto asola la ciudad de San Francisco.

## Segunda temporada
(la segunda temporada se estrenó en enero de 2008)
- 1. Rayos gamma: Lejos, muy lejos de la Vía Láctea, puede estarse concibiendo el fin de la humanidad. Cuando una estrella muere, antes de convertirse en agujero negro, ocurre una explosión de rayos gamma que puede tener efectos catastróficos para nosotros. Estas explosiones podrían enviar una onda de rayos invisibles que serían capaces de destruir la capa de ozono y con ella la vida en la tierra. Hace millones de años una explosión similar causó la extinción de miles de especies en la Extinciones masivas del Ordovícico-Silúrico. ¿Qué pasaría si se repitiera este evento?.

- 2. Infección alienígena: Cuando una nave espacial vuelve a la tierra puede venir con una muestra mortal de bacterias extraterrestres. Un astrónomo lleva la situación a otro nivel: Cree que las epidemias del pasado, como la influenza de 1918, fueron traídas a la tierra por medio de un meteorito. Todo esto y mucho más en este nuevo episodio de Mega Desastres.

- 3. Apocalipsis hawaiana:  tiene 3 grandes volcanes que han causado estragos en la antigüedad. Pero ¿Qué pasaría si esta tragedia volviera a suceder ahora que la isla está desarrollada? Las consecuencias serían desastrosas y Mega Desastres por medio de imágenes computarizadas te muestra la furia adormecida de estas montañas de fuego.

- 4. La catástrofe del cometa: Un cometa de más de 4 kilómetros de ancho se acerca a la tierra a más de 150.000 kilómetros por hora. ¿El punto de impacto? El océano Pacífico, cerca de la ciudad de San Francisco. Solo Mega Desastres con sus animaciones computarizadas te puede traer estas impactantes imágenes.

- 5. Terremoto en Los Ángeles: Ha Pasado más de un siglo desde que el infame Terremoto de San Francisco de 1906 y los californianos viven cocientes de que es solo cuestión de tiempo antes de que ocurra otro gran terremoto. Los Ángeles es la segunda ciudad más poblada en Norteamérica. Si un terremoto se produjera directamente debajo del Centro de Los Ángeles, los científicos creen que decenas de miles de personas saldrían muertas. ¿Cómo respondiera la ciudad ante la devastación de un terremoto magnitud 7,5?.

- 6. El hijo del Krakatoa: Que sucedería si el hijo del volcán Krakatoa, el Anak Krakatoa en Indonesia entrara en erupción como en la gran erupción de 1883,y amenazara el Océano Índico causando devastación con flujos piroclásticos y un Megatsunami.

- 7. Glaciares derretidos: Como las temperaturas del planeta aumentan, un calentamiento global ha comenzado. De los Andes a los Himalayas y a los Alpes, los glaciares están desapareciendo. En la Antártida y Groenlandia, las vastas capas de hielo se derriten aumentado el nivel del mar. El derretimiento de los glaciares, que se extienden por toda la tierra, elevan los niveles del mar continuamente. Con el incremento del nivel del mar, los océanos de todo el mundo son cada vez más calientes. Generando huracanes cada vez más arrasadores. Ya, grandes catástrofes provocadas por el derretimiento de los Glaciares han devastado ciudades, la elevación del nivel del mar y la intensificación de las tormentas se han producido en las costas de todo el mundo: el Pacífico Sur, Bangladés y Nueva Orleans. Los científicos predicen que lo peor está aún por llegar. El aumento del nivel de los océanos podría inundar gran parte de la tierra para siempre. Con el cambio de siglo, el mapa del mundo tal vez tendrá que ser modificado ahora veremos de cerca como el aumento del nivel del mar asola las costas del mundo y además un huracán categoría 4, fortalecido por el derretimiento de los glaciares podría inundar gran parte de Washington D. C., con 15 pies de agua.

- 8. Sequía mortal: Las temperaturas en aumento indican que una importante sequía devastara regiones enteras en el no muy lejano futuro. En tan solo tres décadas que podríamos experimentar condiciones extremas. Los esfuerzos, tal vez lleguen demasiado tarde. Mega desastres ofrece un escenario de setenta años en el futuro, en el que doce años de sequía deja a los Estados Unidos inestable y económicamente en ruinas. Las ciudades del oeste son abandonados, la reducción de los suministros de agua destruye la sociedad, la cual recae en una batalla por la supervivencia.

- 9. Gas metano: Según un científico de la Universidad de Northwestern la mayor extinción en masa de la historia es producto de una erupción gigante de gas metano. Según este científico el gas metano se acumula en el fondo de los océanos y al moverse erupciona como una botella de refresco causando tsunamis y tormentas de fuego alrededor del mundo.

- 10. Terremoto en Nueva York: Todos sabemos que los terremotos son de los desastres más peligrosos y mortales a los cuales se enfrenta el hombre. Pero ¿Que pasaría si uno de ello sucediera en Nueva York? una ciudad que no está preparada para esto, incluso lo que sería considerado un terremoto suave en Los Ángeles puede causar estragos en la ciudad de los rascacielos.

- 11. Plaga mortal: Desde los tiempos de Moisés las plagas han tenido efectos aterradores sobre el mundo. La más grande de todas fue de 3000 km de largo y 150 km de ancho. Cubrió el cielo durante 5 días y dejó prácticamente sin alimentos a los Estados Unidos de América. ¿Qué pasaría si esto volviera a suceder? expertos sobre el tema solo pueden crear hipótesis con resultados aterradores.

- 12. Apocalipsis petrolera:  mundo que nos rodea funciona a base de petróleo. ¿Qué pasará cuando este se acabe? El petróleo es un recurso no renovable que estamos consumiendo muy rápidamente. Algunos piensan que desarrollaremos nuevas fuentes de energía mientras que otros no son tan optimistas sobre nuestro futuro cercano.

- 13. La próxima Pompeya: El Vesubio probablemente sea uno de los volcanes más famosos y peligrosos que existe. En el año 79 después de Cristo destruyó la ciudad de Pompeya y Herculano. Hoy en día expertos aseguran que podría volver a entrar en erupción y borrar a Nápoles del mapa.